# Acalolepta papuana
Acalolepta papuana là một loài bọ cánh cứng trong họ Cerambycidae.